# Bužim (Una-Sana)
Bužim es una municipalidad y localidad de Bosnia y Herzegovina. Se encuentra en el cantón de Una-Sana, dentro del territorio de la Federación de Bosnia y Herzegovina. La capital de la municipalidad de Bužim es la localidad homónima.

## Localidades
La municipalidad de Bužim se encuentra subdividida en las siguientes localidades:
- Bag.
- Bužim.
- Dobro Selo.
- Konjoder.
- Lubarda.
- Mrazovac.
- Varoška Rijeka.

## Demografía
En el año 2009 la población de la municipalidad de Bužim era de 17 865 habitantes. La superficie del municipio es de 129 kilómetros cuadrados, con lo que la densidad de población era de 138 habitantes por kilómetro cuadrado.